# Nowy cmentarz żydowski w Janowie Lubelskim
Nowy cmentarz żydowski w Janowie Lubelskim – kirkut położony w Janowie Lubelskim przy ul. Wojska Polskiego, na południowy wschód od zwartej zabudowy miasta, po zachodniej stronie szosy, na lekkim wzniesieniu na zachód od jeziora Misztalec. Założony w 1824 roku ma powierzchnię 1,4 ha. Prawdopodobnie zachowały się 3 macewy, w 1987 roku znaleziono przy ul. Jana Zamoyskiego (wówczas ul. 22 Lipca) jedną macewę i umieszczono ją na cmentarzu parafialnym.